# مقاطعة كارتيريت (كارولاينا الشمالية)
مقاطعة كارتيريت (بالإنجليزية: Carteret County)‏ هي إحدى مقاطعات ولاية كارولاينا الشمالية في الولايات المتحدة الأمريكية. مركز المقاطعة أو مقعدها هي مدينة بوفورت. تأسست هذه المقاطعة سنة 1722.أصل هذه المقاطعة يأتي من: مقاطعة كريفين.